# Kurowce
Kurowce (ukr. Курівці) – wieś na Ukrainie, w  rejonie tarnopolskim obwodu tarnopolskiego, w hromadzie Tarnopol.
Znajduje się tu przystanek kolejowy Kurowce Tarnopolskie, położony na linii Tarnopol - Lwów.
Do 2020 roku część rejonu zborowskiego, od 2020 – tarnopolskiego.

## Dwór
- Dwór murowany wybudowany przez Mikołaja Garapicha został zrównany z ziemią podczas I wojny światowej[2]